# Het lapjesbeest
Het lapjesbeest is een Nederlandstalig kinderboek, geschreven door Paul Biegel en uitgegeven in 1964 bij Uitgeverij Holland in Haarlem. De eerste editie werd geïllustreerd door Babs van Wely. Het werk is een sprookjesboek, gericht op kinderen vanaf 4 jaar.

## Inhoud
Het speelgoedbeest van van de kleuter Bessewang is in de put terechtgekomen. Hoewel ze niet zonder kan, tonen alle volwassenen zich onverschillig en weigeren ze haar te helpen.